# La Genevraye
La Genevraye és un municipi francès, situat al departament de Sena i Marne i a la regió de Illa de França. L'any 2007 tenia 637 habitants.
Forma part del cantó de Nemours, del districte de Fontainebleau i de la Comunitat de comunes Moret Seine et Loing.

## Demografia

### Població
El 2007 la població de fet de La Genevraye era de 637 persones. Hi havia 240 famílies, de les quals 44 eren unipersonals (20 homes vivint sols i 24 dones vivint soles), 68 parelles sense fills, 100 parelles amb fills i 28 famílies monoparentals amb fills.
La població ha evolucionat segons el següent gràfic:
Habitants censats

### Habitatges
El 2007 hi havia 290 habitatges, 245 eren l'habitatge principal de la família, 39 eren segones residències i 6 estaven desocupats. 261 eren cases i 27 eren apartaments. Dels 245 habitatges principals, 140 estaven ocupats pels seus propietaris, 95 estaven llogats i ocupats pels llogaters i 11 estaven cedits a títol gratuït; 1 tenia una cambra, 7 en tenien dues, 56 en tenien tres, 67 en tenien quatre i 115 en tenien cinc o més. 200 habitatges disposaven pel capbaix d'una plaça de pàrquing. A 94 habitatges hi havia un automòbil i a 139 n'hi havia dos o més.

### Piràmide de població
La piràmide de població per edats i sexe el 2009 era:
| Homes | Edats   | Dones |
| ----- | ------- | ----- |
| 0     | 95 o +  | 0     |
| 0     | 90 a 94 | 0     |
| 0     | 85 a 89 | 16    |
| 4     | 80 a 84 | 0     |
| 4     | 75 a 79 | 0     |
| 16    | 70 a 74 | 24    |
| 4     | 65 a 69 | 4     |
| 20    | 60 a 64 | 16    |
| 36    | 55 a 59 | 24    |
| 12    | 50 a 54 | 12    |
| 20    | 45 a 49 | 16    |
| 28    | 40 a 44 | 16    |
| 36    | 35 a 39 | 28    |
| 8     | 30 a 34 | 24    |
| 12    | 25 a 29 | 28    |
| 12    | 20 a 24 | 8     |
| 8     | 15 a 19 | 20    |
| 16    | 10 a 14 | 36    |
| 20    | 5 a 9   | 28    |
| 16    | 0 a 4   | 28    |

## Economia
El 2007 la població en edat de treballar era de 422 persones, 315 eren actives i 107 eren inactives. De les 315 persones actives 283 estaven ocupades (153 homes i 130 dones) i 32 estaven aturades (15 homes i 17 dones). De les 107 persones inactives 34 estaven jubilades, 43 estaven estudiant i 30 estaven classificades com a «altres inactius».

### Ingressos
El 2009 a La Genevraye hi havia 243 unitats fiscals que integraven 648 persones, la mediana anual d'ingressos fiscals per persona era de 21.269 €.

### Activitats econòmiques
Dels 25 establiments que hi havia el 2007, 3 eren d'empreses de fabricació d'altres productes industrials, 4 d'empreses de construcció, 4 d'empreses de comerç i reparació d'automòbils, 2 d'empreses d'hostatgeria i restauració, 4 d'empreses immobiliàries, 3 d'empreses de serveis, 2 d'entitats de l'administració pública i 3 d'empreses classificades com a «altres activitats de serveis».
Dels 9 establiments de servei als particulars que hi havia el 2009, 1 era un taller de reparació d'automòbils i de material agrícola, 1 guixaire pintor, 1 fusteria, 1 lampisteria, 1 electricista, 1 restaurant, 2 agències immobiliàries i 1 saló de bellesa.
L'any 2000 a La Genevraye hi havia 6 explotacions agrícoles que ocupaven un total de 606 hectàrees.

## Equipaments sanitaris i escolars
L'únic equipament sanitari que hi havia el 2009 era una ambulància.
El 2009 hi havia una escola elemental.

## Poblacions més properes
El següent diagrama mostra les poblacions més properes.